# Gymnastique aérobic aux Jeux mondiaux de 2017
Navigation
Cali 2013 Birmingham 2022
Les épreuves de gymnastique aérobic des Jeux mondiaux de 2017 ont lieu du 21 juillet au 22 juillet 2017 à Wrocław.

## Résultats détaillés

### Paire mixte (21 juillet 2017)
| Place | Pays     | Noms                                 | Qualification (points) | Finale (points) |
| ----- | -------- | ------------------------------------ | ---------------------- | --------------- |
| 1     | Espagne  | Sera Moreno Vicente Lli              | 22,450                 | 22,550          |
| 2     | Hongrie  | Dora Hegyi Daniel Bali               | 22.,000                | 21,850          |
| 3     | Roumanie | Andreea Bogati Dacian Barna          | 21,650                 | 21,700          |
| 4     | Japon    | Riri Kitazume Takumi Kanai           | 21,450                 | 21,050          |
| 5     | Russie   | Ekatherina Pykhtova Aleksei Germanov | 21,050                 | --              |
| 6     | Italie   | Michaela Castoldi Davide Donati      | 20,850                 | --              |

### Trio (22 juillet 2017)
| Place | Pays           | Noms                                              | Qualification (points) | Finale (points) |
| ----- | -------------- | ------------------------------------------------- | ---------------------- | --------------- |
| 1     | Japon          | Riri Kitazume Takumi Kanai Mizuki Saito           | 22,361                 | 22,636          |
| 2     | Chine          | Lixi Pan Lingxiao Li Dong Ma                      | 21,900                 | 22,425          |
| 3     | France         | Florian Bugalho Maxime Decker Breitel Tom Jourdan | 20,900                 | 20,850          |
| 4     | Russie         | Duzhik Dzhanazian Ilia Ostapenko Roman Semenov    | 21,561                 | 19,877          |
| 5     | Corée du Sud   | Kim Han-jin Kwon Tae-yun Ryu Ju-sun               | 20,600                 | --              |
| 6     | Afrique du Sud | Dominique Mann Happy Ledwaba Wilson Mafona        | 18,516                 | --              |

### Groupe (22 juillet 2017)
| Place | Pays     | Noms                                                                                 | Qualification (points) | Finale (points) |
| ----- | -------- | ------------------------------------------------------------------------------------ | ---------------------- | --------------- |
| 1     | Chine    | Qi Li Lixi Pan Lingxiao Li Dong Ma Ke Wang                                           | 21,683                 | 22,683          |
| 2     | Roumanie | Andreea Bogati Dacian Barna Gabriel Bocser Marian Brotei Lucian Stefan Savulescu     | 22,200                 | 22,305          |
| 3     | Hongrie  | Dora Hegyi Fanni Mazacs Panna Szollosi Daniel Bali Balazs Farkas                     | 21,663                 | 22,244          |
| 4     | Russie   | Polina Amosenok Garsevan Dzhanazian Ilia Ostapenko Roman Semenov Denis Solovev       | 20,333                 | 21,322          |
| 5     | Italie   | Michela Castoldi Sara Natella Emanuele Caponera Paolo Conti Davide Donati            | 19,355                 | --              |
| 6     | France   | Louise Elen Le Mesle Florian Bugalho Maxime Decker Breitel Tom Jourdan Gavin Jourdan | 18,627                 | --              |

### Danse (21 juillet 2017)
| Place | Pays         | Noms | Qualification (points) | Finale (points) |
| ----- | ------------ | --- | ---------------------- | --------------- |
| 1     | Corée du Sud | Jae Hyun Han Han Jin Kim Yu Hwan Kim Tae Yun Kwon Jon Gu Lee Hyunmin Park Ju Sun Ryu Sung Kyu Song                                            | 18,475                 | 18,825          |
| 2     | Russie       | Danil Chaiun Garsevan Dzhanazian Kirill Kulikov Kirill Lobaznyuk Roman Semnov Anton Shishigin Denis Shurupov Aleksei Zhuravlev                | 18,350                 | 18,550          |
| 3     | Hongrie      | Klaudia Bokonyi Anna Deak Dora Hegyi Fanni Mazacs Emese Szaloki Panna Szollosi Balazs Farkas Zoltan Locsei                                    | 18,250                 | 18,400          |
| 4     | Chine        | Yao Fu Chengkai Huang Yiluan Liu Huiwen Zhang Qiaobo Yang Ming Zhao Shuai Jiang Yuefeng Xi                                                    | 18,225                 | 18,350          |
| 5     | Roumanie     | Andreea Bogati Madalina Cioveie Andreea Darie Denisa Ganea Bianca Gorgovan Lavinia Panaete Steliana Stoenescu                                 | 18,100                 | --              |
| 6     | Brésil       | Adrielle Lopes Caroline Santiago Maria Eduarda Oliveira Marcelo Martins Christian Andrade Maelton Siqueira Edson Pontes Jose Henrique Olveira | 17,250                 | --              |

### Step (21 juillet 2017)
| Place | Pays         | Noms | Qualification (points) | Finale (points) |
| ----- | ------------ | --- | ---------------------- | --------------- |
| 1     | Russie       | Anastasia Degtiareva Irina Dobriagina Veronika Korneva Ekaterina Pykhtova Anastasia Ziubina Danil Chaiun Aleksei Germanov                                             | 18,450                 | 18,600          |
| 2     | Chine        | Yao Fu Chengkai Huang Yiluan Liu Huiwen Zhang Qiaobo Yang Ming Zhao Zijing Huang Shuai Jiang                                                                          | 18,500                 | 18,550          |
| 3     | Hongrie      | Zsofia Etenyi Kitti Korosi Julia Szabo Boglarka Szenes Angela Szilvas Anita Taskai Dorottya Varga Daniel Erdosi                                                       | 18,100                 | 18,250          |
| 4     | Ukraine      | Kateryna Cherkez Darya Gutsalyuk Oleksandra Mokhort Oksana Plyushch Oleksandra Podopryhora Kateryna Sachik Daria Subotina Kateryna Velykodna                          | 17,700                 | 17,800          |
| 5     | Corée du Sud | Sang A Choi Eun Bi Lee Yeon Sun Park Min Ji Ryu Jae Hyun Han Yu Hwan Kim Jon Gu Lee Sung Kyu Song                                                                     | 17,700                 | --              |
| 6     | Mongolie     | Michidmaa Turmunkh Gantugs Amgalanbaatar Bayasgalan Batbayar Byambadorj Tumendemberel Munkhnasan Erdenebat Bumbayar Erdenebat Ariunbold Sainbayar Khash-Taish Batsukh | 17,450                 | --              |

## Podiums
| Épreuves    | Or | Argent | Bronze |
| ----------- | --- | --- | --- |
| Paire mixte | Espagne - Sara Moreno - Vicente Lli Lloris | Hongrie - Dora Hegyi - Dániel Bali (pl) | Roumanie - Andreea Bogati - Dacian Barna |
| Trio        | Japon - Riri Kitazume (pl) - Takumi Kanai - Mizuki Saitō (pl) | Chine - Pan Lixi - Li Lingxiao - Ma Dong | France - Florian Bugalho - Tom Jourdan - Maxime Decker-Breitel                                                                                     |
| Groupe      | Chine - Li Qi - Li Lingxiao - Ma Dong - Pan Lixi - Wang Ke (pl) | Roumanie - Dacian Barna - Gabriel Bocser - Andreea Bogati - Marian Brotei - Lucian Stefan Savulescu                                                              | Hongrie - Dániel Bali (pl) - Balazs Farkas (pl) - Dora Hegyi - Fanni Mazács (pl) - Panna Szollosi                                                  |
| Danse       | Corée du Sud - Han Jae-hyun - Kim Yu-hwan - Kim Han-jin (pl) - Kwon Tae-yun (pl) - Lee Jon-gu - Park Hyunmin - Ryu Ju-sun (pl) - Song Sung-kyu (pl)                                                | Russie - Danil Chaiun (pl) - Garsevan Dzhanazian - Kirill Kulikov (pl) - Kirill Lobaznyuk - Roman Semenov - Anton Shishigin - Denis Shurupov - Aleksei Zhuravlev | Hongrie - Klaudia Bokonyi - Anna Deak - Balazs Farkas (pl) - Dora Hegyi - Zoltan Locsei - Fanni Mazács (pl) - Emese Timea Szaloki - Panna Szollosi |
| Step        | Russie - Danil Chaiun (pl) - Anastasiia Degtiareva - Iriia Dobriagina - Aleksei Germanov (pl) - Anastasiia Gvozdetskaia - Veronika Korneva (pl) - Ekaterina Pykhtova (pl) - Anastasia Ziubina (pl) | Chine - Fu Yao - Huang Chengkai - Huang Zijing - Jiang Shuai - Liu Yiluan - Yang Qiaobo - Zhang Huiwen - Zhao Ming                                               | Hongrie - Daniel Erdosi - Zsofia Etenyi - Kitti Korosi - Julia Szabo - Boglarka Szenes - Angela Szilvas - Anita Taskai - Dorottya Varga            |

## Tableau des médailles
- Pays organisateur

| Rang  | Nation       | Or | Argent | Bronze | Total |
| ----- | ------------ | -- | ------ | ------ | ----- |
| 1     | Chine        | 1  | 2      | 0      | 3     |
| 2     | Russie       | 1  | 1      | 0      | 2     |
| 3     | Japon        | 1  | 0      | 0      | 1     |
| 3     | Corée du Sud | 1  | 0      | 0      | 1     |
| 3     | Espagne      | 1  | 0      | 0      | 1     |
| 6     | Hongrie      | 0  | 1      | 3      | 4     |
| 7     | Roumanie     | 0  | 1      | 1      | 2     |
| 8     | France       | 0  | 0      | 1      | 1     |
| Total | Total        | 5  | 5      | 5      | 15    |